# World Athletics
International Association of Athletics Federations (IAAF) er det internationale atletikforbund, der er sportsgrenens styrende organ på verdensplan. Forbundet blev stiftet af i Stockholm i 1912 under navnet International Amateur Athletics Federation. På det stiftende møde deltog repræsentanter fra 17 nationale atletikforbund, og IAAF's beføjelser blev angivet til:
- Standardisering af metoder for tidtagning.
- Registrering af verdensrekorder.

Siden stiftelsen har IAAF tilføjet adskillige rettelser og forbedringer til dets regler. F.eks. tillades atletikudøvere nu at modtage kompensation for at deltage i internationale atletikstævner. Trods dette blev ordet Amateur fastholdt i organisationens navn indtil kongressen i 2001, hvor det nuværende navn blev vedtaget. Siden 1993 har IAAF haft hovedsæde i Monaco.
IAAF's nuværende formand er Sebastian Coe fra Storbritannien. Han blev valgt som formand ved IAAF's kongres i 2015.

## Kontinentale forbund
World Athletics har (pr. 2009) 213 medlemsforbund. Det danske medlemsforbund er Dansk Atletik Forbund. De nationale forbund er opdelt i seks kontinentale forbund, som bl.a. afholder kontinentale mesterskaber.
     AAA – Asian Athletics Association i Asien
     CAA – Confédération africaine d'athlétisme i Afrika
     CONSUDATLE – Confederación Sudamericana de Atletismo i Sydamerika
     EAA – European Athletic Association i Europa
     NACACAA – North American, Central American and Caribbean Athletic Association i Nordamerika
     OAA – Oceania Athletic Association i Oceanien

## Formænd
Siden oprettelsen af IAAF har forbundet haft fem formænd:
| Navn            | Land           | Periode   |
| --------------- | -------------- | --------- |
| Sigfrid Edström | Sverige        | 1912–1946 |
| Lord Burghley   | Storbritannien | 1946–1976 |
| Adriaan Paulen  | Holland        | 1976–1981 |
| Primo Nebiolo   | Italien        | 1981–1999 |
| Lamine Diack    | Senegal        | 1999–2015 |
| Sebastian Coe   | Storbritannien | 2015–     |

## Mesterskaber
IAAF afholder (eller har afholdt) følgende mesterskaber:
| Mesterskab                 | Frekvens    |
| -------------------------- | ----------- |
| VM i atletik               | Hvert 2. år |
| Indendørs-VM i atletik     | Hvert 2. år |
| VM i terrænløb             | Hvert år    |
| VM i halvmaratonløb        | Hvert år    |
| VM i landevejsløb          | Nedlagt     |
| Junior-VM i atletik        | Hvert 2. år |
| U.17-VM i atletik          | Hvert 2. år |
| World Race Walking Cup     | Hvert 2. år |
| World Cup i atletik        | Hvert 4. år |
| Golden League              | Hvert år    |
| World Athletics Final      | Hvert år    |
| VM i stafetløb på landevej | Nedlagt     |